# Lijst van voetbalstadions in Canada
Dit is een lijst van de huidige voetbalstadions in Canada met een minimumcapaciteit van 1.000 toeschouwers die op een tribune kunnen plaatsnemen.
| #  | Stadion                       | Capaciteit                             | Stad, Provincie                      | Bespeler                                                         | Foto |
| -- | ----------------------------- | -------------------------------------- | ------------------------------------ | ---------------------------------------------------------------- | ---- |
| 1  | Olympisch Stadion             | 60.000                                 | Montréal, Québec                     | CF Montréal                                                      |      |
| 2  | Commonwealth Stadium          | 56.400                                 | Edmonton, Alberta                    | Canadees voetbalelftal (mannen) Canadees voetbalelftal (vrouwen) |      |
| 3  | BC Place Stadium              | 54.500                                 | Vancouver, Brits-Columbia            | Vancouver Whitecaps                                              |      |
| 4  | McMahon Stadium               | 35.650                                 | Calgary, Alberta                     | Calgary Wild FC                                                  |      |
| 5  | IG Field                      | 33.500                                 | Winnipeg, Manitoba                   | Valour FC                                                        |      |
| 6  | Mosaic Stadium                | 33.000                                 | Regina, Saskatchewan                 | Regina Riot                                                      |      |
| 7  | BMO Field                     | 27.980                                 | Toronto, Ontario                     | Toronto FC Canadees voetbalelftal (mannen)                       |      |
| 8  | TD Place Stadium              | 24.000                                 | Ottawa, Ontario                      | Ottawa Fury                                                      |      |
| 9  | Tim Hortons Field             | 24.000                                 | Hamilton, Ontario                    | Forge FC                                                         |      |
| 10 | Stade Saputo                  | 19.600                                 | Montréal, Québec                     | CF Montréal                                                      |      |
| 11 | Telus Stadium                 | 12.750                                 | Québec, Québec                       | Laval Rouge et Or                                                |      |
| 12 | King George V Park            | 10.000                                 | St. John's, Newfoundland en Labrador | Holy Cross FC Feildians St. John's SC                            |      |
| 13 | Thunderbird Stadium           | 8.500 (hoofdtribune 3.500)             | Vancouver, Brits-Columbia            | Vancouver Whitecaps FC (2e elftal)                               |      |
| 14 | Croix-Bleue Medavie Stadium   | 8.300                                  | Moncton, New Brunswick               | Moncton Aigles Blues                                             |      |
| 15 | Willoughby Community Park     | 6.560                                  | Langley, Brits-Columbia              | Vancouver FC                                                     |      |
| 16 | Wanderers Grounds             | 6.500                                  | Halifax, Nova Scotia                 | HFX Wanderers FC Halifax Tides FC                                |      |
| 17 | ATCO Field                    | 6.000                                  | Foothills County, Alberta            | Cavalry FC                                                       |      |
| 18 | Starlight Stadium             | 6.000                                  | Langford, Brits-Columbia             | Pacific FC                                                       |      |
| 19 | Swangardstadion               | 5.288                                  | Burnaby, Brits-Columbia              | Vancouver Whitecaps FC Vancouver Rise FC                         |      |
| 20 | Centennial Stadium            | 5.000                                  | Victoria, Brits-Columbia             | Victoria Highlanders FC                                          |      |
| 21 | Clarke Stadium                | 4.200                                  | Edmonton, Alberta                    | FC Edmonton                                                      |      |
| 22 | York Lions Stadium            | 4.000                                  | Toronto, Ontario                     | York United FC AFC Toronto                                       |      |
| 23 | Fort William Stadium          | 3.500                                  | Thunder Bay, Ontario                 | Thunder Bay Chill                                                |      |
| 24 | TAAG Park                     | 3.050                                  | Ottawa, Ontario                      | Carleton Ravens Ottawa South United (sinds 2023)                 |      |
| 25 | Raymond Field                 | 3.000                                  | Wolfville, Nova Scotia               | Axemen/Axewomen (collegevoetbal)                                 |      |
| 26 | Birchmount Stadium            | 2.500                                  | Toronto, Ontario                     | Scarborough SC Toronto Skillz FC                                 |      |
| 27 | Apple Bowl                    | 2.314                                  | Kelowna, Brits-Columbia              | Okanagan FC                                                      |      |
| 28 | Rob Ford Stadium              | 2.200                                  | Toronto, Ontario                     | FC Continentals FC Ukraine United Serbian White Eagles FC        |      |
| 29 | Windsor Stadium               | 2.000 permanent, max. 10.000 tijdelijk | Windsor, Ontario                     | Windsor City FC                                                  |      |
| 30 | Ralph Cantafio Soccer Complex | 2.000                                  | Winnipeg, Manitoba                   | WSA Winnipeg (2011-2023)                                         |      |
| 31 | Warrior Field                 | 1.700 (tribune)                        | Waterloo, Ontario                    | SC Waterloo Region                                               |      |
| 32 | Percy Perry Stadium           | 1.482                                  | Coquitlam, Brits-Columbia            | Evolution FC                                                     |      |
| 33 | Hillside Stadium              | 1.300                                  | Kamloops, Brits-Columbia             | Kamloops Excel Kamloops United FC                                |      |